# Fëanturi
Les Fëanturi sont deux personnages d'Arda, le monde imaginaire créé par l'écrivain britannique J. R. R. Tolkien : Irmo, surnommé Lórien, et Námo, plus connu sous le nom de Mandos. Ils sont frères parmi les Valar. Leur nom de Fëanturi, qui signifie, « Maîtres des Esprits » en quenya, langue inventée par Tolkien, s'explique par le fait que tous deux s'occupent des choses communes à toutes les créatures sans exception : l'onirisme et la mort.
En effet, Irmo dirige tout ce qui a trait aux rêves et aux songes, aux visions ainsi qu'aux souvenirs, bien qu'il ne puisse les supprimer. Il est aussi en quelque sorte la mémoire du monde. 
Son frère, Mandos, accueille les âmes des défunts.

## Les Jardins de Lórien
Il est important de ne pas confondre les deux lieux dénommés Lórien.
Le premier de ces domaines sont les Jardins de Lórien, qui se situent en Aman et qui forment la forêt où vivent Irmo et son épouse. Les Jardins de Lórien sont le refuge des songes. On y trouve aussi deux plats, contenant encore un peu de la Lumière des Arbres, mais assez faible.
Le second est la Lórien de Galadriel, la forêt de mellyrn.

## Les Cavernes de Mandos
Námo, appelé aussi Mandos, s'occupe des morts. Ses cavernes sont séparées en plusieurs parties, chacune réservée à une race bien particulière. Bien que dans les œuvres de Tolkien, on ne parle principalement que de celle réservée aux Humains, on sait aussi qu'il en existe une pour les Elfes et au moins pour les Nains. Personne ne sait exactement ce que deviennent les âmes une fois arrivée chez Mandos, mais une chose est sûre: les Elfes et les Humains n'ont pas le même "destin".